# Barramiya
Barramiya es un área minera en Egipto, en la gobernación del Mar Rojo, en la parte sureste del país, alrededor de 600 km al sur de la capital El Cairo. Barramiya se encuentra a 468 metros sobre el nivel del mar.
Conforma el cinturón ofiolítico Barramiya-Um Salatit en el desierto oriental central de Egipto.
El territorio alrededor de Barramiya es mayormente llano, pero el norte es montañoso. El punto más alto cercano tiene 545 metros sobre el nivel del mar y se encuentra a 1,4 km al noreste de Barramiya. Los alrededores están casi deshabitados, con menos de dos personas por kilómetro cuadrado; también es estéril, con poca o ninguna vegetación.

## Minería de oro
El oro nativo y aleaciones de oro y plata se presentan en Barramiya como pequeños granos a lo largo de microfracturas en los filones de cuarzo. Sin embargo, la mayor parte de la mineralización se atribuye a arsenopirita aurífera y pirita que contiene arsénico.
Las actividades mineras fueron esporádicas desde tiempos faraónicos. Una estela de Seti I encontrada en el templo de Kanais menciona un pozo en Wadi Myah donde se efectuaba minería de oro. Se encuentran presentes artefactos de molinos del Reino Ptolemaico y del Imperio Nuevo de Egipto, incluidas instalaciones de lavado de minerales, además de los restos de un asentamiento del Imperio Nuevo. Se extrajeron filones de cuarzo en busca de oro, probablemente datando del Período del Imperio Antiguo. Quedó suficiente oro para una explotación rentable entre 1907 y 1919. Hacia 1961, el yacimiento había sido abandonado por completo.